# Kirchenburg Bonnesdorf
Die Kirchenburg Bonnesdorf ist eine evangelisch-lutherische Kirche in Bonnesdorf in der Region Siebenbürgen in Rumänien.
Eine erste Kirche entstand um 1400. Wegen der Bedrohung durch die Türken wurde die Kirche Anfang des 16. Jahrhunderts umgebaut und zur Kirchenburg mit Wehranlagen ausgebaut. Über dem erhöhten Chor wurde ein Wehrturm mit Maschikulis errichtet. Die Kirche wurde mit einer sechs Meter hohen Ringmauer versehen. Der vorgelagerte Torturm mit hölzernem Wehrgang ist zugleich Glockenturm. Über dem Eingang in die Kirche befindet sich das Wappen des Fürstentums Moldau, nach der Überlieferung wurde es wegen des siegreichen Bündnisses mit Fürst Petru Rareș angebracht. Eine andere Interpretation bezieht sich auf Stefan den Großen.
Die heutige Ausstattung der Kirche besteht aus einem barocken Altar, Kanzel und Gestühl. Bis zum Ende des 19. Jahrhunderts fertigten die Bewohner des Ortes zu besonderen Anlässen traditionelle Teppiche, die in der Kirche angebracht wurden.
Die Kirche ist renovierungsbedürftig, es finden keine Gottesdienste statt, sie kann aber auf Anfrage besichtigt werden.